# Giovanni Jacopo Caraglio

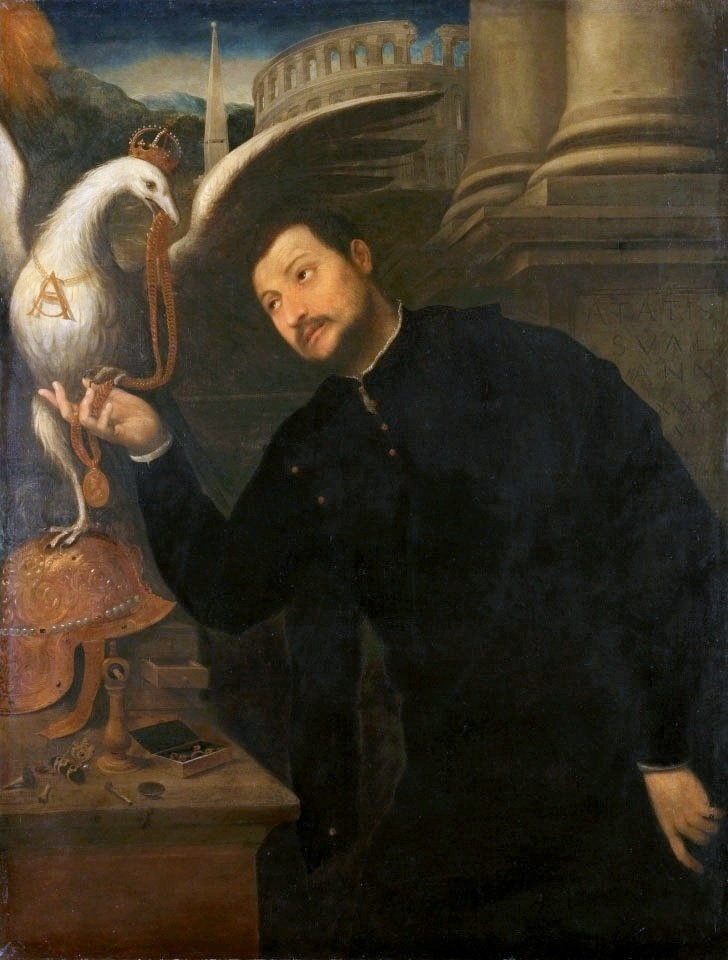
Retrato de Caraglio recibiendo un medallón del águila real polaca

Giovanni Giacomo Caraglio (Verona, 1500 - Parma, 26 de agosto de 1565), también conocido en latín como Jacobus Parmensis o Jacobus Veronensis, fue un grabador italiano del Renacimiento. Es mayormente conocido por copiar los trabajos de artistas como Rosso Fiorentino, Parmigianino, Rafael Sanzio, Giulio Romano, Tiziano y Miguel Ángel.
Tras una etapa en el círculo de grabadores de Marcantonio Raimondi, trabajó como grabador en la corte del rey Segismundo I de Polonia entre 1539 aproximadamente y 1551. Después volvió a Italia, donde se asentó cerca de Parma y desarrolló allí su carrera hasta su muerte.